# Шлях (фізика)
Шлях — відстань між двома точками, виміряна вздовж траєкторії руху матеріальної точки.  Позначається здебільшого літерою s, вимірюється в одиницях довжини. Шлях — скалярна величина, не слід плутати його із переміщенням.
Довжина шляху — це сума всіх ділянок траєкторії, пройденої точкою за деякий проміжок часу. Момент часу t = t0, раніше якого рух точки не розглядається, називається початковим моментом часу, а положення точки в цей момент — початковим положенням. Через довільність вибору початку відліку часу зазвичай полягають що t0 = 0.
Довжина шляху s, пройденого точкою від її початкового положення, є скалярною функцією часу: {\displaystyle s=s(t)}, і як видно із самого визначення довжина шляху не може бути від'ємною.
Для нескінченно малого переміщення шлях збігається із його модулем:
{\displaystyle ds=|d\mathbf {s} |}.
Загалом шлях дорівнює сумі шляхів малих переміщень
{\displaystyle s=\int _{L}ds\,,}
де L — контур інтегрування, який задається траєкторією.
Шлях можна обчислити, знаючи закон зміни швидкості тіла з часом — {\displaystyle \mathbf {v} (t)} :
{\displaystyle s=\int _{t_{0}}^{t}|\mathbf {v} (t^{\prime })|dt^{\prime }\,}